# Біоінженерні ставки

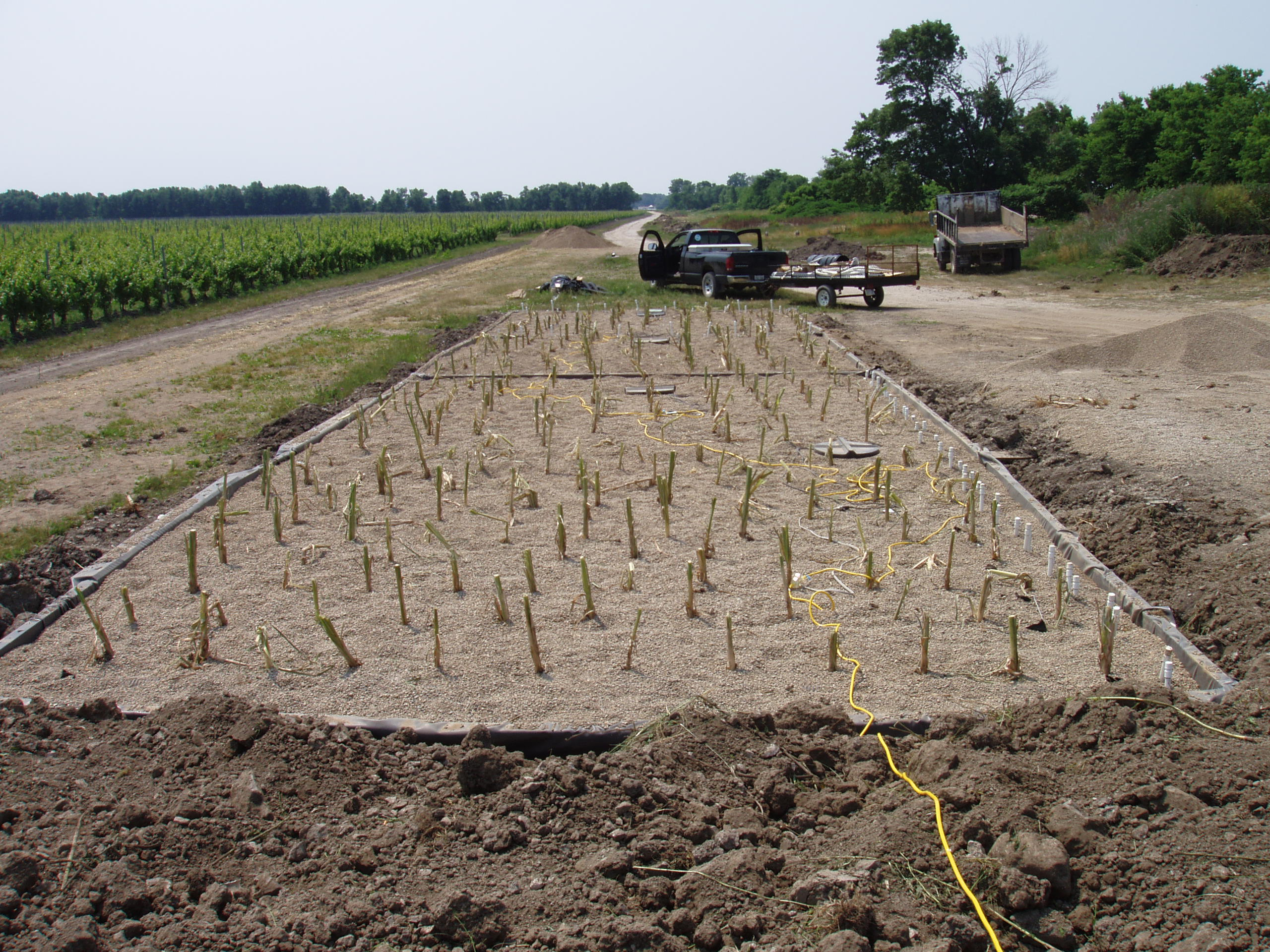
Біоінженерний ставок (одразу після спорудження і висадки рослин)

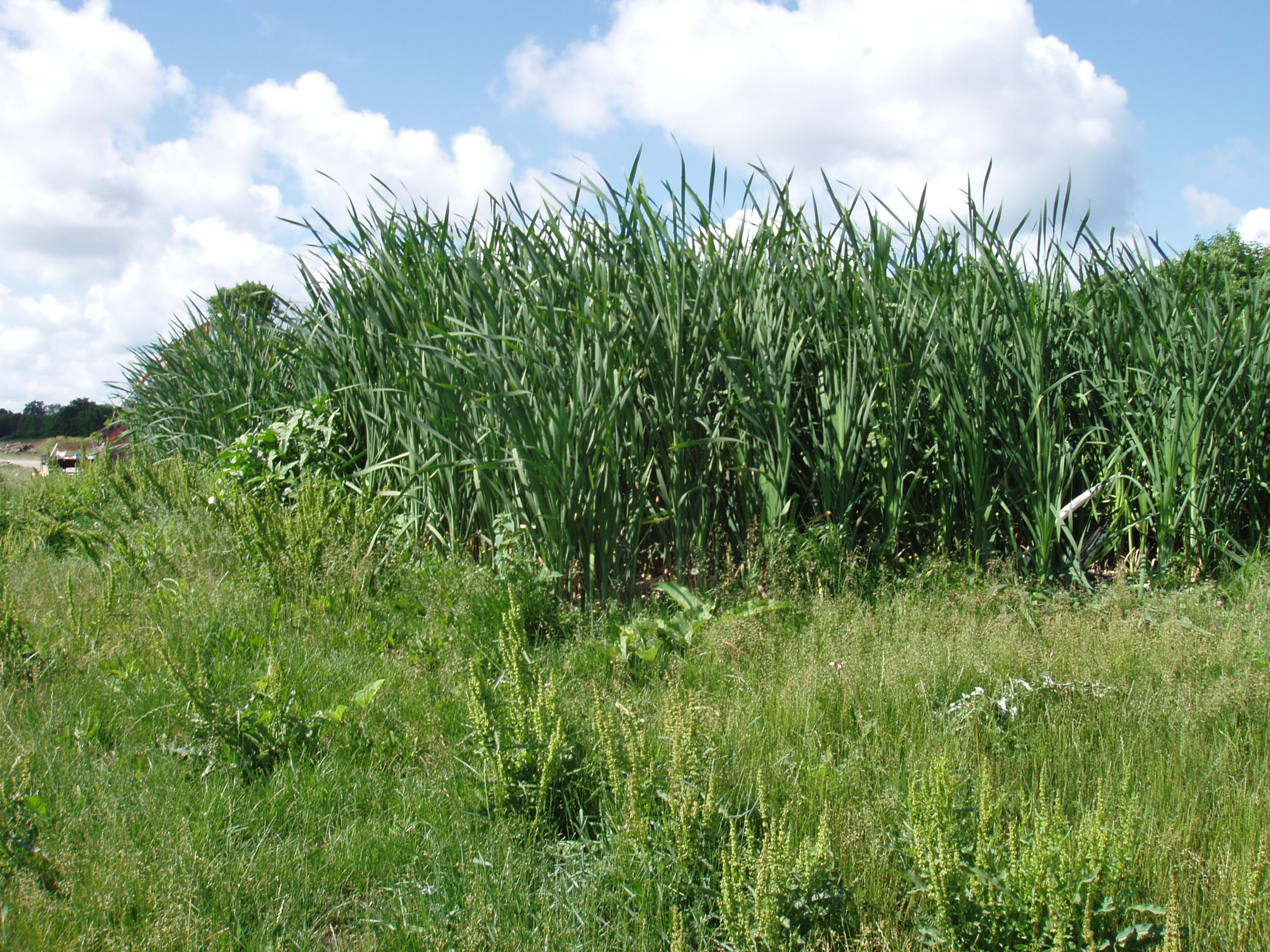
Біоінженерний ставок (два роки після запуску)

Біоінженерні ставки (англ. constructed wetland; також біоплато, біоінженерні споруди) — енергоефективні інженерні споруди для очищення стічних вод, розроблені на основі властивостей природних водно-болотяних угідь, в яких проходять процеси мікробної трансформації та фіторемедіації забруднень.
Біоінженерні ставки (БС) здатні видаляти органічні забруднення, завислі речовини, патогенні мікроорганізми та біогенні елементи із стічних вод.
Сьогодні існують кілька типів біоінженерних ставків, що широко застосовуються як системи для очищення стічних вод. 
Біоінженерні ставки з горизонтальним підповерхневим потоком (ГПП) є одними з найбільш широко використовуваних у практиці водоочищення спорудами фіторемедіації.
Конструктивно БС ГПП складаються з шару фільтрувального матеріалу (гравій, щебінь, пісок), що завантажений у попередньо покритий водонепроникним матеріалом котлован. У фільтрувальний шар висаджують вищі водні рослини (ВВР).

## Історія
Перші експерименти з використання рослин для очищення стічних вод були проведені в 1950-х роках в Німеччині